# Toshiaki Kosedo
Toshiaki Kosedo (em japonês:  小瀬戸 俊昭; Hiroshima, 20 de maio de 1941) é um ex-jogador de voleibol do Japão que competiu nos Jogos Olímpicos de 1964.
Em 1964, ele fez parte da equipe japonesa que conquistou a medalha de bronze no torneio olímpico, no qual jogou em três partidas.